# حلیم الرومی
حلیم الرومی (۱۹۱۹–۱ نوامبر ۱۹۸۳) آهنگساز لبنانی با اصالت فلسطینی بود. نام اصلی او، حنا عوض برادعی بود و به علت اینکه از اعضای جامعه کاتولیک رومی بود به این نام خوانده می‌شد. او پدر ماجده الرومی است.